# Courgenay (Jura)
Courgenay (antiguamente en alemán Jennsdorf) es una comuna suiza del cantón del Jura, situada en el distrito de Porrentruy. Limita al norte con las comunas de Porrentruy y Alle, al este con Cornol, al sur con Clos du Doubs y al oeste con Fontenais.

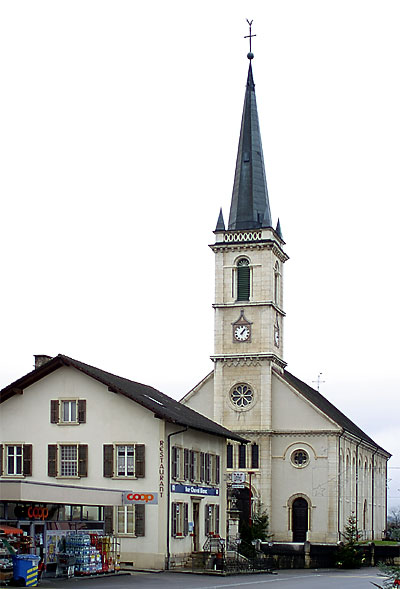
Iglesia de Courgenay.